# Igor Štimac
Igor Štimac (Metković, 6 de setembre de 1967) és un exfutbolista i entrenador de futbol croat, que va ser seleccionador de Croàcia entre 2012 i 2013. Com a futbolista ocupava la posició de defensa.

## Trajectòria
Va començar a destacar a les files de l'Hajduk Split, on roman entre 1985 i 1992. Eixe any marxa al Cadis CF, de la primera divisió espanyola, on forma durant dues campanyes. Després d'un retorn a Split, el 1995 fitxa pel Derby County FC, per 1,5 milions de lliures. Va marcar en el seu debut, davant el Tranmere (partit que van perdre per 5 a 1).
En el club anglès milita fins a 1999, quan és transferit per 600.000 lliures. Posteriorment passa dues campanyes al West Ham United FC. Es retira el 2002, després d'un nou període a l'Hajduk Split.
Va jugar en 53 ocasions per a la selecció de Croàcia, tot marcant dos gols. Va formar part del combinat croata que va quedar en tercera posició en el Mundial de 1998. També va estar present a l'Eurocopa de 1996.
Després de retirar-se, ha dirigit a diversos equips del seu país, com el mateix Hajduk Split, el Cibalia o l'NK Zagreb.

## Anecdotari
Va enregistrar una cançó de pop, anomenada Mare i Kate.